# Drvenik Mali
Drvenik Mali (wł. Zirona Piccola) – wyspa w Chorwacji położona na Morzu Adriatyckim. Jej powierzchnia wynosi 3,427 km² a długość linii brzegowej 12,024 km. Jest usytuowana w środkowej części archipelagu dalmackiego, na zachód od wyspy Drvenik veliki, 15 km od miasta Trogir. Najwyższe wzniesienie na wyspie wynosi 178 m n.p.m. Istnieje tu rozwinięte rolnictwo, turystyka i rybactwo.